# الحسنية (أعزاز)
الحسنية أو حساجك كما تعرف محليّاً، قرية سوريّة تتبع إداريّاً لمحافظة حلب منطقة أعزاز ناحية مارع، بلغ تعداد سكانها 605 نسمة حسب التعداد السكاني لعام 2004.